# C.A.P. Ivensbank
De C.A.P. Ivensbank (1936) is een gedenkbank in de Gelderse stad Nijmegen, ter herinnering aan Nijmeegs gemeenteraadslid Kees Ivens (1871  – 1941. Ivens zette zich onder andere in voor de komst van de Waalbrug.

## Achtergrond
Kees Ivens was fotograaf en gemeenteraadslid. Volgens hem was een brug over de Waal een "noodzakelijke voorwaarde voor de ontwikkeling en den bloei van Nijmegen", en hij zette zich er sinds 1905 voor in. In 1912 nam de gemeenteraad het besluit voor de bouw van de brug, toen daar in 1917 op werd teruggekomen, stapte Ivens op als raadslid. In 1925 werd vanuit de provincie Gelderland het plan voor een brug opnieuw onder de aandacht gebracht. Ivens was ook betrokken bij de totstandkoming van het Maas-Waalkanaal en werd bij de opening daarvan in 1927 benoemd tot Ridder in de Orde van Oranje-Nassau. In 1936 kwam de Waalbrug gereed, ter gelegenheid waarvan hij werd bevorderd tot Officier in de Orde van Oranje-Nassau. 
Op initiatief van oud-Nijmegenaren, onder leiding van Willem Graadt van Roggen, ontwierp architect Charles Estourgie de herinneringsbank, ter gelegenheid van de opening van de brug. Op 16 juni 1936 werd de brug geopend door koningin Wilhelmina. Op 31 augustus van dat jaar werd de C.A.P. Ivensbank door mevrouw Ivens onthuld. De bank is opgericht in het Hunnerpark, met zicht op de Waalbrug.

## Beschrijving
De brede bank is opgetrokken in rode baksteen, gemetseld in Noors verband. De concave rugleuning loopt uit in twee in koppenverband gemetselde pijlers, met korte steunberen aan de voorzijde. In het midden van de rug is in een hoger oplopend deel een sierband geplaatst met in reliëf de naam van de bank, daaronder eveneens in reliëf een tegel met het wapen van Nijmegen. Ook op de pijlers zijn sierbanden aangebracht, met daarin de jaartallen 1905 en 1936. Het houten zitgedeelte wordt gedragen door poten van gekruld smeedijzer. Aan de voorzijde van de zitting is een inscriptie aangebracht met de tekst 

HULDE AAN DEN ONVERMOEIDE STRIJDER VOOR DE WAALOVERBRUGGING

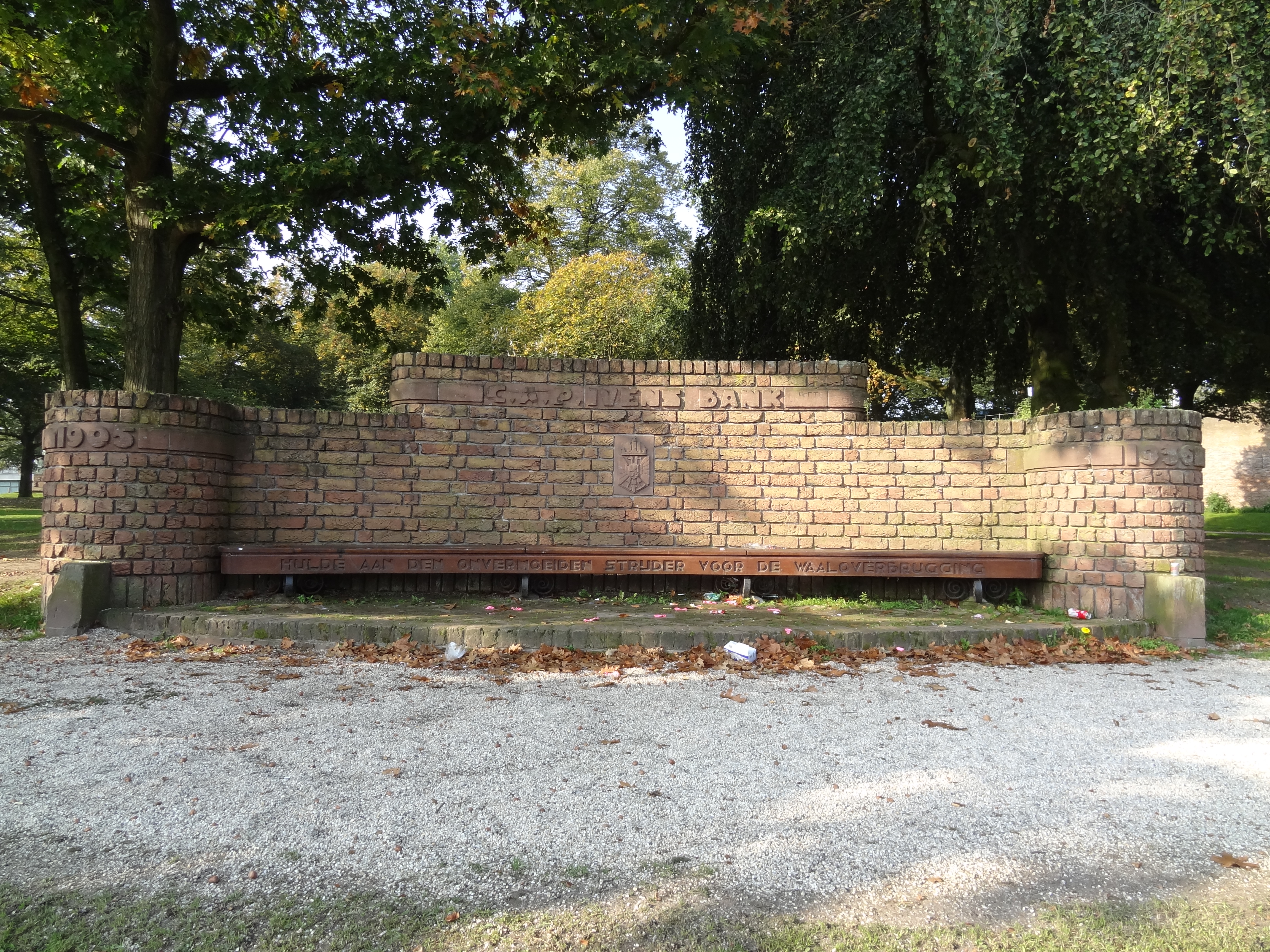
Vooraanzicht
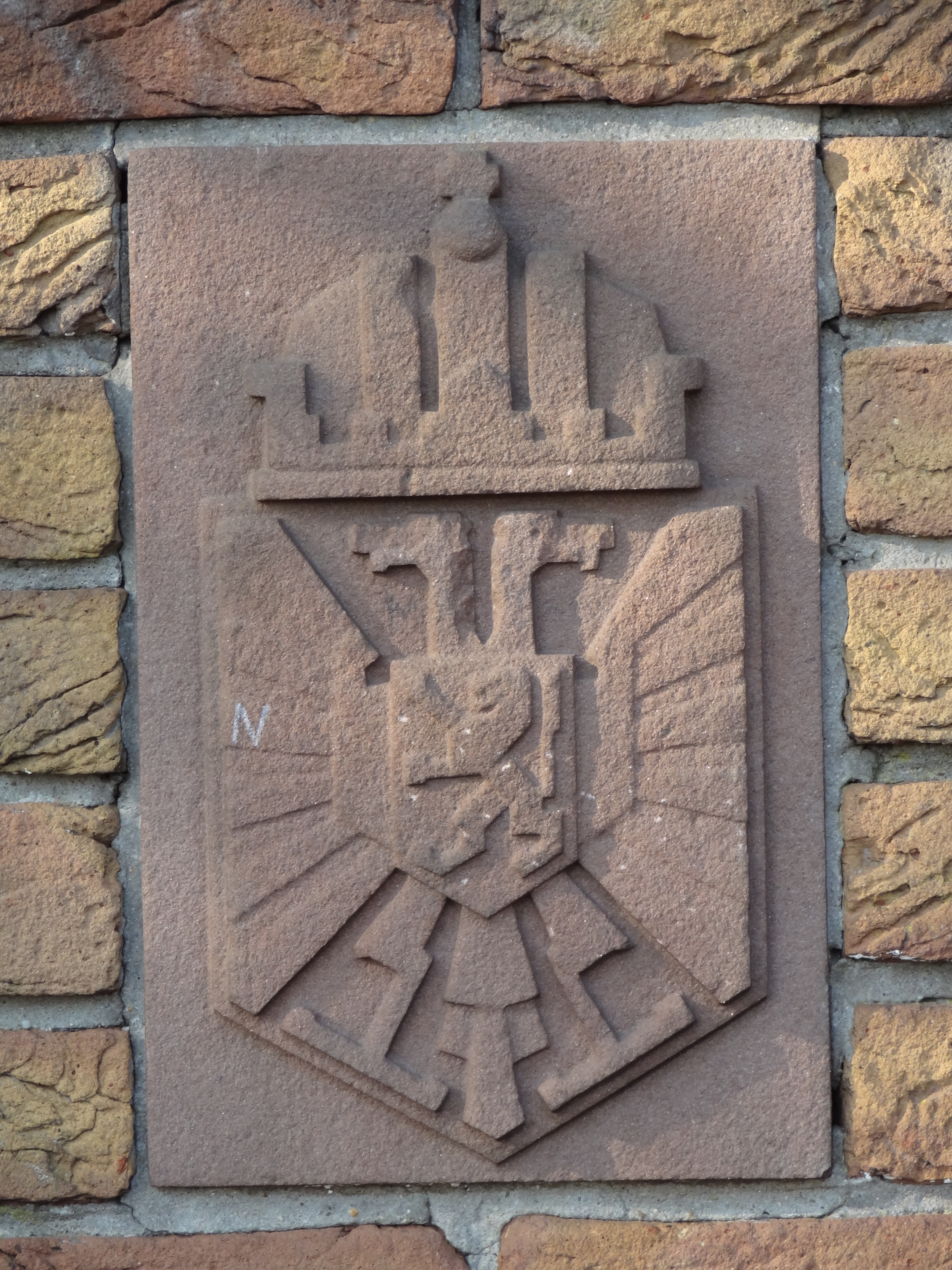
Wapen van Nijmegen

## Waardering
De zitbank werd in 2002 als rijksmonument ingeschreven in het monumentenregister, vanwege de "architectuurhistorische waarde als goed en gaaf voorbeeld van een zitbank, zoals die in de jaren tussen de twee wereldoorlogen veelvuldig zijn opgericht als monument ter ere van een verdienstelijk persoon. De bank kenmerkt zich door een bijzondere gebogen en gedrongen hoofdvorm en robuust materiaalgebruik. De bank is van stedenbouwkundige waarde als onderdeel van het Hunnerpark dat deel uitmaakt van de Nijmeegse singelstructuur. De bank is hier op een zeer in het oog vallende plaats gesitueerd, op een talud langs de op- en afrit van de Waalbrug en bezit hoge ensemblewaarden met het omringende park. [De bank is] Van cultuurhistorische waarde als monument opgericht ter ere van een belangrijke Nijmeegse ondernemer en voorvechter voor de bouw van de Nijmeegse brug, een oeververbinding die aan de stad grote sociale en economische impulsen heeft gegeven. De bank is als zodanig visueel en historisch verbonden met de Waalbrug."